# رایاتئا
رایاتِئا یا رایئاتِئا 
(به تاهیتیایی: Raʻiātea) دومین جزیره بزرگ از مجمع الجزایر انجمن، پس از تاهیتی، در پلی‌نزی فرانسه، واقع در اقیانوس آرام جنوبی است. این جزیره به‌طور گسترده به عنوان «مرکز» جزایر شرقی در پلی‌نزی باستان در نظر گرفته می‌شود و احتمالاً مهاجرت‌های اقوام پلی نزیایی به جزایر هاوایی، نیوزیلند و سایر بخش‌های پلی‌نزی شرقی از رایاتِئا آغاز و شده است.